# Copa del Generalísimo de baloncesto 1942
La Copa del Generalísimo de baloncesto o el Campeonato de España 1942 fue la 6.ª edición, cuya final se disputó en el Frontón Aragonés de Zaragoza el 29 de junio de 1942.

## Equipos particiapantes
En dicha edición participaron un total de 16 equipos de 10 regiones.
- Región centro (2): Real Madrid CF, América BC
- Cataluña (2): CF Barcelona, CD Layetano
- Aragón (2): CN Helios, RCD Español
- Valencia (2): Gimnasio Valencia, UD Levante
- Murcia (2): FJ Murcia, CD Trabuco
- Extremadura (2): CD Badajoz, SEU Valladolid
- Galicia (1): CD Juventus
- Asturias (1): GC Covadonga
- Guipúzcoa (1): SD San Fernando
- Baleares (1): Real Club de Regatas

## Octavos de final
Los partidos de ida se jugaron el 24 de mayo y los de vuelta el 29 de mayo.
| Equipo 1        | Agr.  | Equipo 2             | Ida   | Vuelta |
| --------------- | ----- | -------------------- | ----- | ------ |
| CD Layetano     | 98–29 | Real Club de Regatas | 55–9  | 43–20  |
| CD Trabuco      | 34–68 | Gimnasio Valencia    | 18–23 | 16–45  |
| Real Madrid CF  | 71–38 | GC Covadonga         | 40–24 | 31–14  |
| SD San Fernando | 29–65 | CN Helios            | 22–32 | 7–33   |
| RCD Español     | 91–52 | FJ Murcia            | 53–20 | 38–32  |
| UD Levante      | 29–82 | CF Barcelona         | 15–35 | 14–47  |
| CD Juventus     | 32–38 | SEU Valladolid       | 16–14 | 16–14  |
| América BC      | 64–20 | CD Badajoz           | 32–4  | 32–16  |

## Cuartos de final
Los partidos de ida se jugaron el 24 de mayo y los de vuelta el 29 de mayo.
| Equipo 1       | Agr.   | Equipo 2          | Ida   | Vuelta |
| -------------- | ------ | ----------------- | ----- | ------ |
| CD Layetano    | 85–33  | Gimnasio Valencia | 65–17 | 20–16  |
| Real Madrid CF | 82–45  | CN Helios         | 42–17 | 40–28  |
| RCD Español    | 30–103 | CF Barcelona      | 19–46 | 11–57  |
| CD Juventus    | 38–48  | América BC        | 23–22 | 15–26  |

## Fase final
Todos los partidos de esta fase se disputaron en la Frontón Aragonés de Zaragoza.
|  | Semifinales    | Semifinales  |    |  | Final       | Final |  |
|  |                |              |    |  |             |       |  |
|  | 28 de junio    |              |    |  |             |       |  |
|  | CD Layetano    | 29           |    |  |             |       |  |
|  | Real Madrid CF | 28           |    |  |             |       |  |
|  |                |              |    |  |             |       |  |
|  |                |              |    |  | 29 de junio |       |  |
|  |                |              |    |  | CD Layetano | 30    |  |
|  |                | CF Barcelona | 28 |  |             |       |  |
|  |                |              |    |  |             |       |  |
|  |                |              |    |  |             |       |  |
|  |                |              |    |  |             |       |  |
|  | 28 de junio    |              |    |  |             |       |  |
|  | CF Barcelona   | 30           |    |  |             |       |  |
|  | América BC     | 19           |    |  |             |       |  |

### Final
| 29 de junio de 1942 | CD Layetano                         | 30–28 | CF Barcelona                  |                                                                                   |  |
|                     | Marcador por tiempos: 15–14, 15–14  |       |                               |                                                                                   |  |
|                     | Estadísticas Sebastián Navarrete 15 | Pts   | Estadísticas Joan Ferrando 10 | Pabellón: Frontón Aragonés, Zaragoza Árbitros: Jacinto Ardevínez (Colegio Centro) |  |

| Campeón de la Copa del Generalísimo 1942 |
| ---------------------------------------- |
| CD Layetano 1.º título                   |